# والاسیکلوویر
والاسیکلوویر (INN) یا والاسکلوویر (USAN) از دسته ضد ویروس است که برای درمان بیماری‌های ناشی از ویروس هرپس شامل تب‌خال، هرپس B تبخال دستگاه تناسلی، زخم‌های سرد، زونا، آبله مرغان به کار می‌رود. این پیش‌دارو، در درون بدن به اسیکلوویر تبدیل می‌شود. والاسیکلوویر سرعت رشد و انتشار ویروس هرپس در بدن را کاهش می‌دهد و در درمان عفونت ویروس هرپس در بزرگسالان و کودکان استفاده می‌شود. والاسیکلوویر در درمان زخم‌های سرد در کودکان بالای ۱۲ سال و آبله مرغان در کودکان بالای ۲ سال استفاده می‌شود. این دارو اولین بار توسط گلاکسواسمیت‌کلاین و با نام‌های تجاری والترکس و زلیترکس به بازار عرضه شد. از ۲۵ نوامبر ۲۰۰۹ این دارو به عنوان یک داروی تأیید شده در ایالات متحده آمریکا در دسترس عموم قرار گرفت. در داروخانه‌ها به شکل قرص و در بسته بندی‌های ۵۰۰ و ۱۰۰۰ میلی گرمی عرضه می‌شود.

## داروشناسی

### مکانیسم اثر
والاسیکلوویر توسط تیمیدین کیناز ویروسی فسفوریله شده به آسیکلوویر تری فسفات (متابولیت فعال) تبدیل می‌شود. آسیکلوویر تری فسفات با مهار رقابتی DNA پلیمراز ویروسی و دخالت و خاتمه دادن رشد زنجیره DNA باعث مهار رونویسی DNA ویروس هرپس می‌شود.

### فارماکوکینتیک

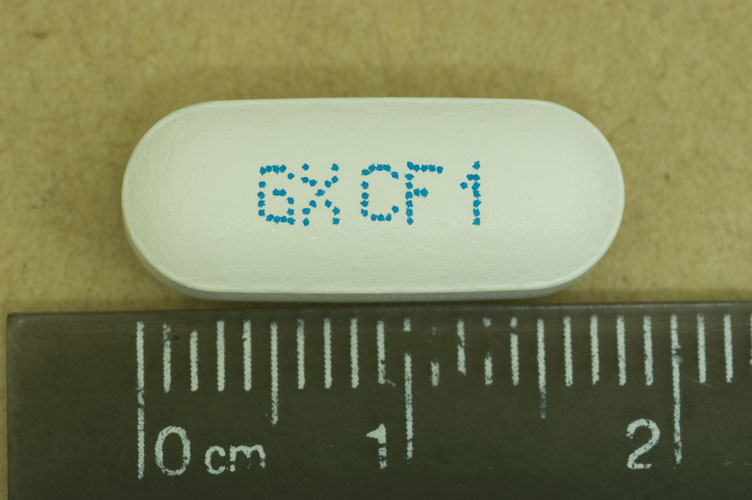
قرص ۵۰۰mg والاسیکلوویر

والاسیکلوویر پس از مصرف خوراکی بسرعت از دستگاه گوارش جذب شده و تقریباً به‌طور کامل توسط عبور اول روده‌ای و دگرگشت کبدی به اسیکلوویر و ال-والین تبدیل می‌شود. اتصال به پروتئینهای پلاسما ۱۳٫۵ تا ۱۷٫۹٪ می‌باشد. ۴۶ و ۴۷٪ والاسیکلوویر مصرف شده به ترتیب ازراه ادرار و مدفوع دفع می‌شود. میانگین نیمه عمر حذفی پلاسما اسیکلوویر ۲٫۵ تا ۳٫۳ ساعت می‌باشد.

## هشدارها
- در بیماران دارای ایدز پیشرفته و پیوند مغز استخوان آلوژنیک و پیوند کلیه مصرف‌کننده والاسیکلوویر با دوز ۸ گرم در روز در مواردی سندروم اورمیک همولیتیک و پورپورای ترومبوسیتوپنیک که در مواردی کشنده می‌باشد ممکن است رخ دهد، در صوررت بروز، درمان با والاسیکلوویر باید فوراً قطع گردد.
- در موارد زیر به دلیل احتمال بروز نارسایی کلیه حاد والاسیکلوویر با احتیاط فراوان مصرف شود:سالمندان (با یا بدون کاهش عملکرد کلیه، بیماری کلیوی، مصرف‌کننده داروهای نفروتوکسیک، بیماران بدون هیدراسیون مناسب.[۲]

## نکات قابل توصیه
- شروع درمان با مشاهده اولین نشانه‌های زخم سرد شامل سوزن سوزن شدن، خارش، سوزش صورت پذیرد.
- والاسیکلوویر درمان برای تب خال تناسلی نمی‌باشد.
- با مشاهده علائم هرپس زوستر هرچه سریعتر درمان با والاسیکلوویر آغاز گردد.
- با مشاهده علائم آبله مرغان هرچه سریعتر درمان با والاسیکلوویر آغاز شود.
- درصورت مشاهده هر علامت یا شیوع تبخال تناسلی، از تماس با شریک جنسی خود بپرهیزید. در صورت تماس از کاندوم جنس لاتکس یا پلی اورتان استفاده کنید.[۲]

## مقدار مصرف
برای تبخال دستگاه تناسلی (هرپس سیمپلکس لابیالیس): بزرگسالان: ۲ گرم خوراکی هر ۱۲ ساعت (روزانه ۴ گرم). کودکان: ۱۲ سال و بالاتر: ۲ گرم خوراکی هر ۱۲ ساعت (روزانه ۴ گرم).